# Hildegard Marx
Hildegard Marx (* 18. Juli 1912 in Berlin; † 23. Januar 1992 ebenda) war eine deutsche Politikerin (SPD).
Hildegard Marx besuchte das Pestalozzi-Oberlyzeum in Berlin und machte anschließend eine kaufmännische Lehre. Sie arbeitete als kaufmännische Angestellte und Kontoristin. 1928 trat sie der Sozialistischen Arbeiter-Jugend (SAJ) und der SPD bei.
Nach dem Zweiten Weltkrieg war Marx wieder für die SPD aktiv und wurde bei der ersten Berliner Wahl 1946 in die Bezirksverordnetenversammlung im Bezirk Friedrichshain gewählt. Bei der folgenden Wahl 1948 wurde zunächst Bruno Laws (1905–1949) in die Stadtverordnetenversammlung von Groß-Berlin gewählt, doch wegen seines Todes rückte Marx im März 1949 nach. Auch in das Abgeordnetenhaus von Berlin konnte sie durch das „Gesetz über eine Vertretung der an der Wahl verhinderten Kreise im Abgeordnetenhaus vom 27. März 1951“ nachrücken.